# Grotta Azzurra (Castelrosso)
La Grotta Azzurra (in greco  Φώκιαλη?) è l'attrazione più celebrata dell'isola greca di Castelrosso. La grotta si trova sulla costa sudorientale dell'isola ed è chiamata dagli abitanti fokialí (significato in greco: il rifugio delle foche).
Con 40-50 m di lunghezza, 25-30 m di larghezza e 20-25 m di altezza, la grotta è molto più grande della Grotta Azzurra a Capri, in Italia.  La volta nel lato sinistro della grotta è crollata, creando una spiaggia. La grotta consta di due ambienti, il secondo collegato al primo da un passaggio situato in fondo a destra.
La luce del sole, rifratta attraverso il mare, si riflette nell'interno della grotta, producendo così un abbagliante colore blu. La grotta può essere visitata solo in barca e, dal momento che l'ingresso è alto appena un metro sopra il livello del mare, solo in condizioni di mare calmo. Il miglior momento della giornata è la mattina presto, quando il sole è ancora basso.